# Зубрівська (зупинний пункт)
Зубрі́вська — пасажирський залізничний зупинний пункт Львівської дирекції Львівської залізниці.
Розташований у місцевості Сихів поблизу ринку Галицький ярмарок та авторинку Зелене коло в Сихівському районі міста Львів, Львівської області на лінії Львів — Ходорів між станціями Персенківка (3 км) та Сихів (1 км).
Станом на травень 2019 року щодня чотири пари дизель-потягів прямують за напрямком Львів — Ходорів.